# Cembalea heteropogon
Cembalea heteropogon är en spindelart som först beskrevs av Simon 1910.  Cembalea heteropogon ingår i släktet Cembalea och familjen hoppspindlar. Inga underarter finns listade i Catalogue of Life.